# Fernando Ortega Ortega
Freddy Fernando Ortega Ortega (Ambato, 15 de noviembre de 1973) es un eclesiástico y profesor católico ecuatoriano. Es el obispo auxiliar de Cuenca, desde junio de 2023.

## Biografía
Freddy Fernando nació el 15 de noviembre de 1973, en la ciudad ecuatoriana de Ambato. Su padre falleció cuando era niño, vivió con su madre y dos hermanas.
Realizó su formación primaria en la Escuela Juan Espín, y la secundaria en el Instituto Nacional Bolívar, donde obtuvo el bachillerato en Ciencias Contables y Administrativas.
Participó en un trabajo pastoral en Medellín (Colombia), con los misioneros de Santa Catalina de Siena y Santa Laura Montoya. También fue misionero con los indígenas de la selva de Dabeiba.
Ingresó al Seminario Mayor de Ambato, donde realizó los estudios eclesiásticos. 
Fue enviado a España, a realizar estudios en la Universidad de Navarra, donde obtuvo la licenciatura en Teología y completando el programa de especialización en Gestión pastoral.
También, ha realizado cursos para formadores de seminarios.

### Sacerdocio
Fue ordenado diácono el 27 de diciembre de 2005. Sirvió como diácono en la parroquia San Lucas, en Pilahuín. 
Su ordenación sacerdotal fue el 23 de junio del 2006; incardinándose en la diócesis de Ambato.
Como sacerdote desempeñó los siguientes ministerios:
- Vicario parroquial de San Cristóbal en Patate (2006-2007).
- Párroco de San Antonio, en Cotaló (2007-2011).
- Párroco de San Lucas, en Pilahuín (2011-¿?).
- Vicario episcopal para la Pastoral indígena (2012-¿?).
- Miembro de la Formación permanente del Clero (2013-2021).
- Rector del Seminario Mayor de Ambato (2017-2022).
- Miembro del Consejo Presbiteral.
- Presidente de la Organización de Seminarios del Ecuador (2021-¿?).
- Miembro del directorio de la Organización de Seminarios Latinoamericanos (2022).
- Profesor en el Seminario Mayor de Ambato y en la Escuela de Teología para Laicos (hasta 2023).
- Ecónomo de la diócesis de Ambato (2022-2023).

### Episcopado
El 9 de junio de 2023, el papa Francisco lo nombró obispo titular de Thizica y obispo auxiliar de Cuenca. Ese mismo día, recibió la cruz pectoral a manos del presbítero Walter Castro y el solideo a manos del arzobispo Andrés Carrascosa Coso, durante una ceremonia concelebrada en la Catedral Metropolitana de Cuenca.
Fue consagrado el 9 septiembre del mismo año, en la misma Catedral, a manos del arzobispo Marcos Pérez.